# آریزونا (فیلم ۱۹۱۸)
«آریزونا» (انگلیسی: Arizona (1918 film)) یک فیلم به کارگردانی داگلاس فربنکس و آلبر پارکر است که در سال ۱۹۱۸ منتشر شد. از بازیگران آن می‌توان به داگلاس فربنکس، تئودور رابرتس، مارگریت د لا موت، ریموند هاتون، فرانک کامپائو و رابرت بولدر اشاره کرد.